# Juramento de lealtad (Estados Unidos)

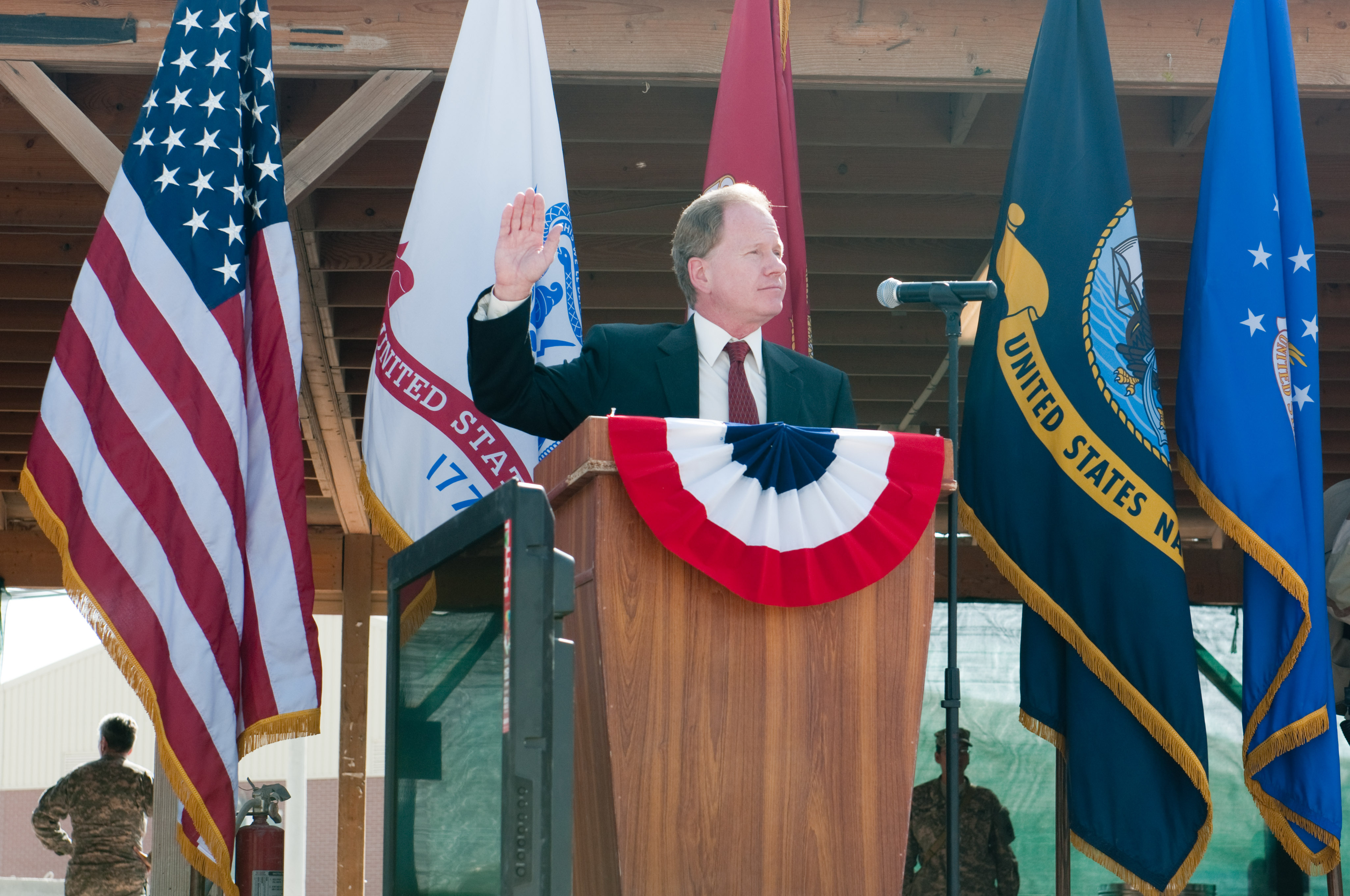
Un funcionario de USCIS administrando el juramento de lealtad a un grupo de militares estadounidenses durante una ceremonia de naturalización en el aeródromo de Kandahar en Afganistán.

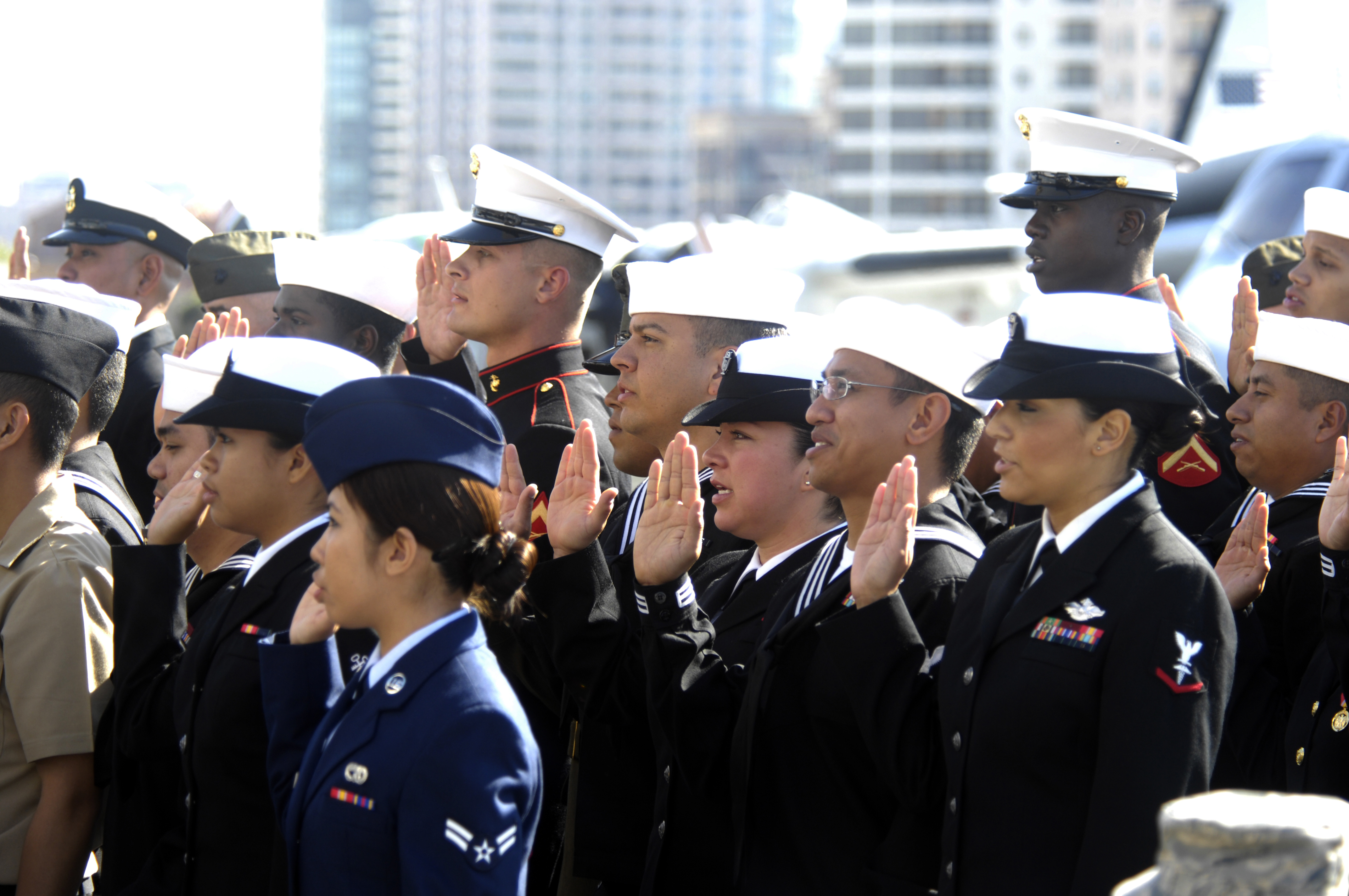
Personal militar estadounidense prestando y suscribiendo el juramento de lealtad en el Museo USS en San Diego, California, en 2010.

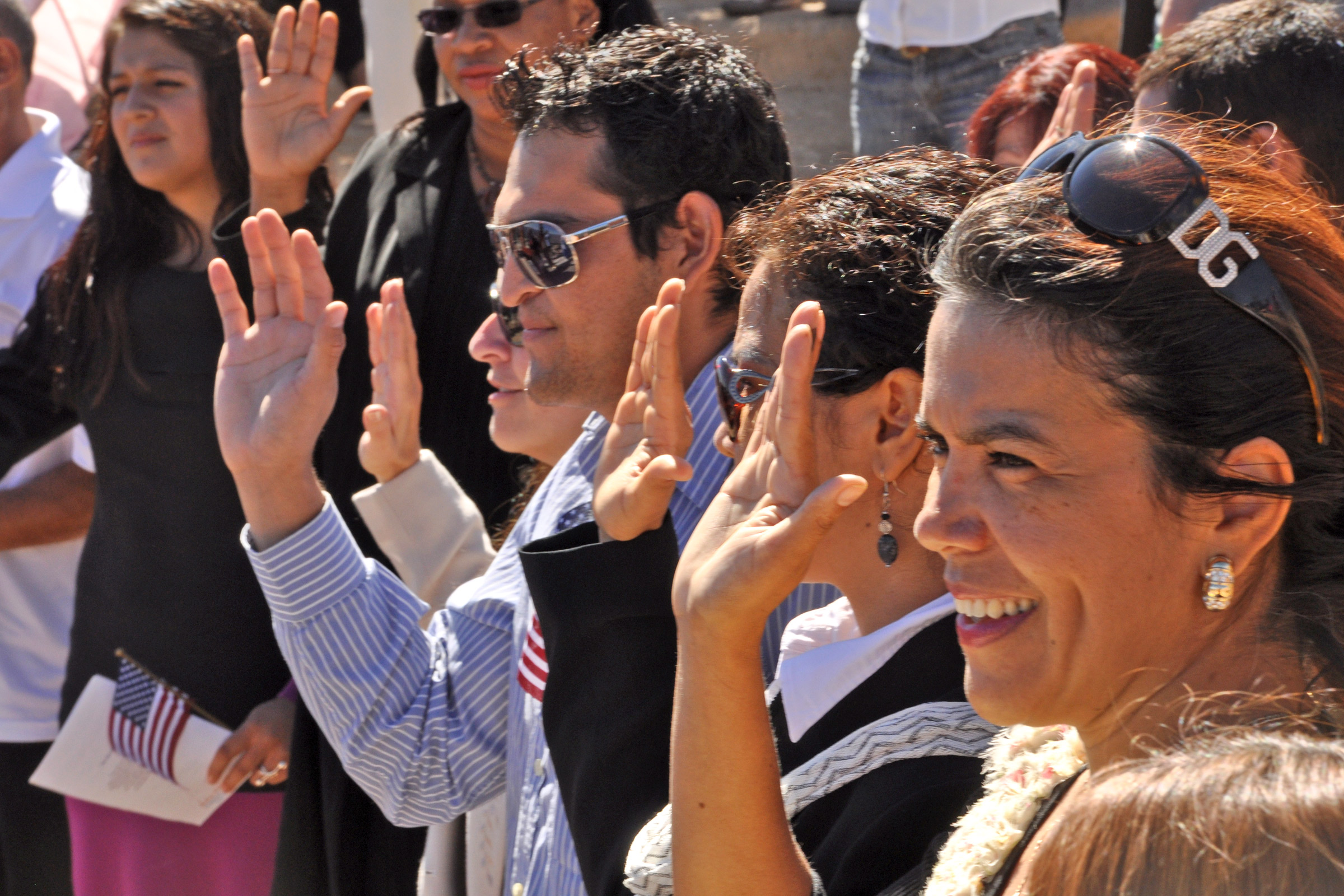
Inmigrantes legales que prestan y suscriben el juramento de lealtad en el Parque Nacional del Gran Cañón en Arizona, en 2010

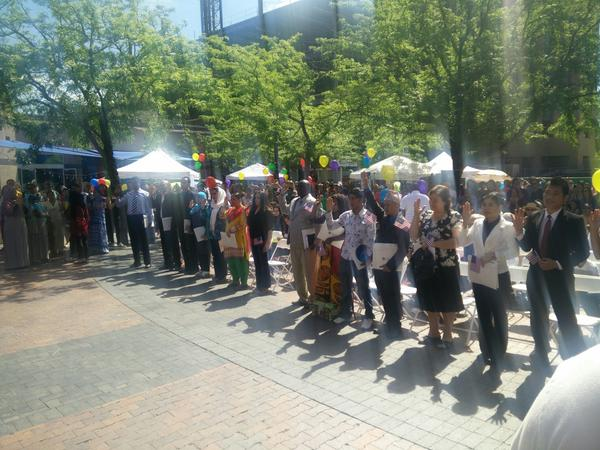
15 personas de diez países prestaron y suscribieron el juramento de lealtad en el Día Mundial del Refugiado en Boise, Idaho, en 2015.

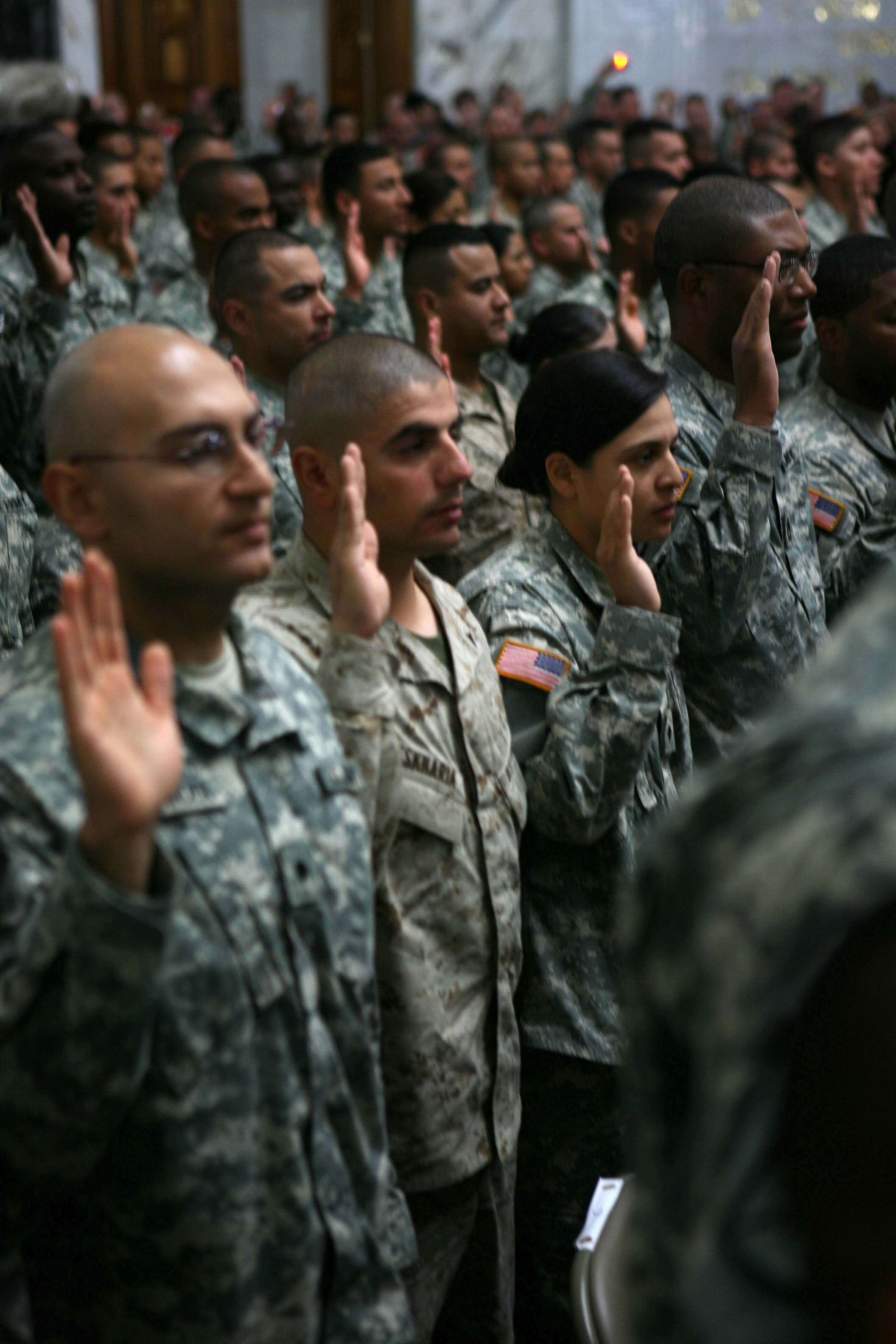
Personal militar estadounidense prestando y suscribiendo el juramento de lealtad en Bagdad, Irak, en 2008

El Juramento de Lealtad de los Estados Unidos es el juramento oficial de lealtad que debe tomar y suscribir todo inmigrante que desee convertirse en ciudadano de los Estados Unidos .   
El juramento puede ser administrado por cualquier juez de inmigración o cualquier funcionario autorizado del Servicio de Ciudadanía e Inmigración de los Estados Unidos (USCIS), incluido cualquier juez federal elegible. El Juramento de Lealtad actual de los Estados Unidos es el siguiente:
Por la presente, declaro, bajo juramento, que renuncio absoluta y completamente a toda lealtad y fidelidad hacia cualquier príncipe extranjero, potentado, estado o soberanía a la cual anteriormente haya sido súbdito o ciudadano; que apoyaré y defenderé la Constitución y las leyes de los Estados Unidos de América contra todos los enemigos, tanto extranjeros como domésticos; que mantendré una fe verdadera y lealtad hacia lo mismo; que portaré armas en nombre de los Estados Unidos cuando lo requiera la ley; que realizaré servicio no combatiente en las Fuerzas Armadas de los Estados Unidos cuando lo exija la ley; que realizaré trabajos de importancia nacional bajo dirección civil cuando lo requiera la ley; y que asumo esta obligación libremente, sin ninguna reserva mental o propósito de evasión; así me ayude Dios.
Según las regulaciones estadounidenses, la frase "que Dios me ayude" es opcional y las palabras bajo juramento pueden sustituirse por y afirmarse solemnemente .
Según el Congreso de los Estados Unidos, si el futuro ciudadano no puede o no quiere prometer portar armas o realizar el servicio militar no combatiente debido a "formación y creencias religiosas", puede solicitar que se excluyan esas cláusulas. La ley especifica:

The term "religious training and belief" as used in this section shall mean an individual's belief in a relation to a Supreme Being involving duties superior to those arising from any human relation, but does not include essentially political, sociological, or philosophical views, or a merely personal moral code.

Calificar para esta modificación puede requerir documentación de respaldo de la organización religiosa del solicitante.  No se requiere que el solicitante pertenezca a un grupo religioso específico, pero debe tener "una creencia sincera y significativa que tenga un lugar en la vida del solicitante equivalente al de una creencia religiosa". 

Los nuevos ciudadanos que ostenten títulos extranjeros también deberán renunciar a dichos títulos añadiendo la siguiente frase: 
Además, renuncio al título de (dar título o títulos) que he tenido hasta ahora; o además renuncio a la orden de nobleza (doy la orden de nobleza) a la que he pertenecido hasta ahora.

### Exenciones
El requisito de prestar y suscribir el Juramento de Lealtad de los Estados Unidos no se aplica a los niños menores de 14 años de edad al momento de la naturalización.  El requisito también puede ser dispensado a cualquier persona que no pueda comprender o comunicar su comprensión de dicho Juramento debido a una discapacidad física o un impedimento mental.

## Historia
Durante la Guerra Revolucionaria, se administraron juramentos de lealtad a los oficiales del Ejército Continental, de conformidad con una resolución del Congreso del 3 de febrero de 1778.  A continuación aparece un ejemplo.

I James Glentworth, Lieut, of 6th Pennya. Reg. do acknowledge
the UNITED STATES of AMERICA to be Free, Independent
and Sovereign States, and declare that the people thereof owe no
allegiance or obedience to George the Third, King of Great
Britain; and I renounce, refuse and abjure any allegiance or 
obedience to him; and I do Swear that I will, to the utmost of my
power, support, maintain and defend the said United States against
the said King George the Third, his heirs and successors, and his
or their abettors, assistants and adherents, and will serve the said
United States in the office of Lieutenant which I now hold, with
fidelity, according to the best of my skill and understanding.
JAMES GLENTWORTH.
Sworn at the Valley Forge Camp this 11th day of May, 1778, before me

STIRLING, M. G.

El juramento de lealtad para los futuros ciudadanos se originó con la Ley de Naturalización de 1790, que exigía que los solicitantes prestaran juramento o afirmación "para apoyar la constitución de los Estados Unidos", pero no proporcionaba un texto. La Ley de Naturalización de 1795 añadió al juramento la renuncia del antiguo soberano del nuevo ciudadano. La Ley de Naturalización de 1906 añadió la sección del juramento que exige que los nuevos ciudadanos defiendan la Constitución y las leyes de los Estados Unidos de América contra todos los enemigos, nacionales y extranjeros; y tener verdadera fe y lealtad al mismo.
El Juramento adquirió un texto estándar en 1929.  Antes de eso, los juramentos hablados se adaptaban de la ley de naturalización y cada tribunal podía desarrollar sus propios procedimientos para administrar el juramento.

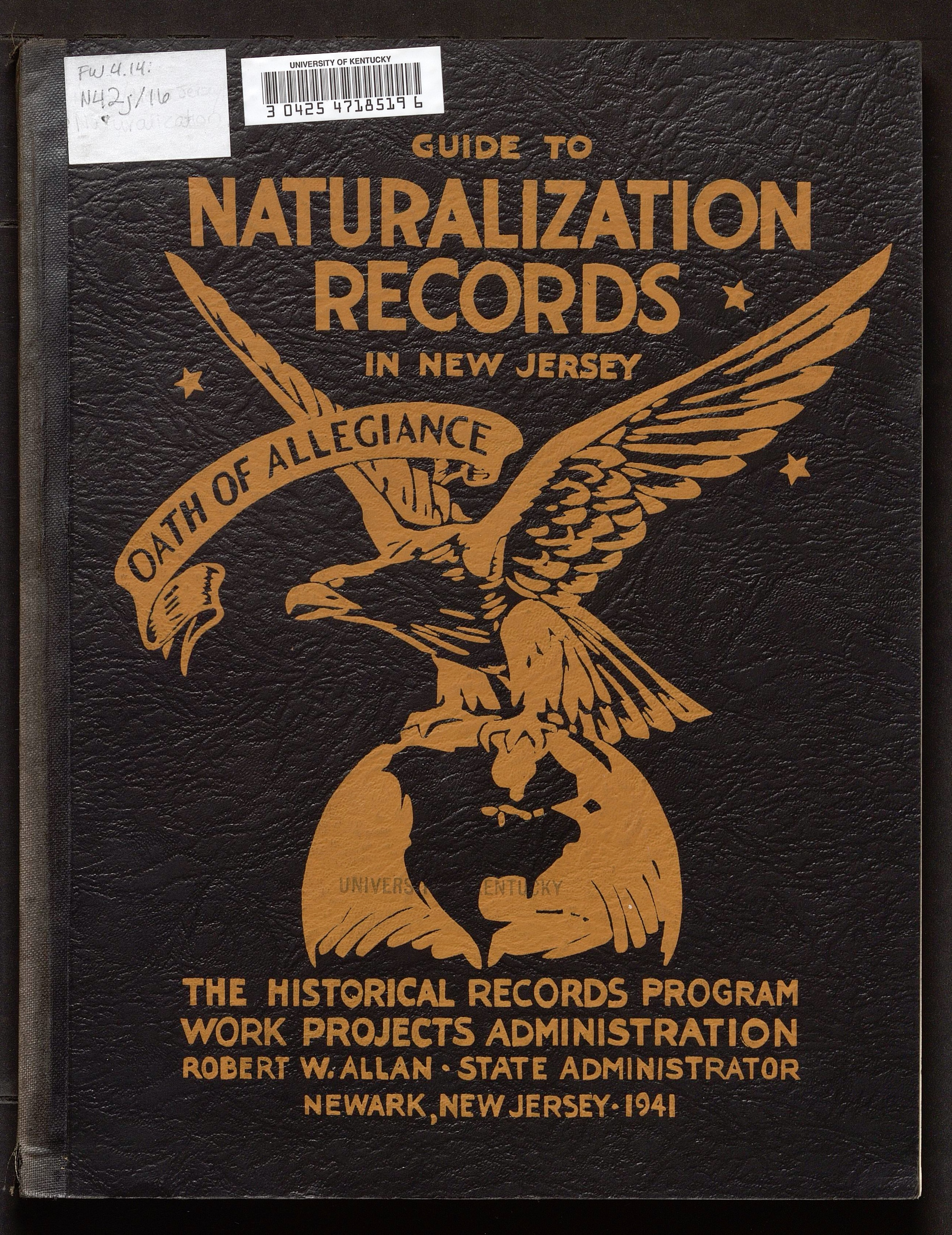
Guía de registros de naturalización en Nueva Jersey, 1941